# Uwolnienie zarzuconych rączek
Uwolnienie zarzuconych rączek – sposób uwolnienia rączek w przypadku porodu w położeniu miednicowym.
Zarzucone rączki w większości sytuacji występują jako konsekwencja zbyt wczesnego lub zbyt energicznego pociągania płodu. Rączką zarzuconą nazywa się rączkę, która znajduje się w pozycji wyprostowanej wysoko ponad główką lub z tyłu na karku płodu.
Gdy rączki są zarzucone na kark płodu, obraca się go w kierunku wskazanym przez rączkę, np. jeśli zarzucona jest rączka lewa w ustawieniu miednicowym I (lewym) do zagłębienia krzyżowo-biodrowego prawego (zgodnie z ruchem wskazówek zegara). W tym czasie rączka nie porusza się, ale obracająca się główka powoduje przesunięcie się rączki na twarz płodu, skąd można ją zsunąć ku dołowi, a następnie na zewnątrz. Natomiast gdy rączki są zarzucone ku przodowi, wydobywa się je po kolei z zagłębienia krzyżowo-biodrowego.